# Workin' Moms

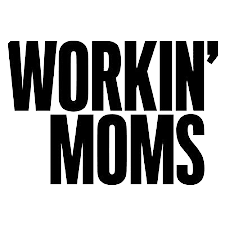

Workin' Moms è una serie televisiva canadese, trasmessa su CBC Television dal 10 gennaio 2017.
La serie vede come protagoniste Catherine Reitman, Jessalyn Wanlim, Dani Kind e Juno Rinaldi, nei ruoli di un gruppo di amiche che affrontano le sfide dell'essere madri lavoratrici.
Il 10 gennaio 2019, viene annunciato che la serie sarebbe stata anche distribuita su Netflix a livello mondiale.

## Trama
Quattro mamme e amiche trentenni molto diverse cercano di bilanciare il loro lavoro, la vita familiare e la vita amorosa nell'attuale Toronto.

## Episodi
La serie è stata rinnovata per la stagione finale (settima), prevista per il 2023.
| Stagione         | Episodi | Prima TV USA | Prima TV Italia |
| ---------------- | ------- | ------------ | --------------- |
| Prima stagione   | 13      | 2017         | 2019            |
| Seconda stagione | 13      | 2017-2018    | 2019            |
| Terza stagione   | 13      | 2019         | 2019            |
| Quarta stagione  | 8       | 2020         | 2020            |
| Quinta stagione  | 10      | 2021         | 2021            |
| Sesta stagione   | 13      | 2022         | 2022            |
| Settima Stagione | 13      | 2023         | 2023            |

## Personaggi e interpreti

### Principali
- Kate Foster (stagione 1-7), interpretata da Catherine Reitman
- Anne Carlson (stagione 1-7), interpretata da Dani Kind
- Frankie Coyne (stagione 1-5), interpretata da Juno Rinaldi
- Ian Matthews (stagione 1-4), interpretato da Dennis Andres
- Jenny Matthews (stagione 1-7), interpretata da Jessalyn Wanlim
- Sloane Mitchell (stagione 5-7), interpretata da Enuka Okuma

### Ricorrenti
- Alicia Rutherford (stagione 1-in corso), interpretata da Katherine Barrell
- Nathan Foster (stagione 1-7), interpretato da Philip Sternberg
- Val Szalinsky (stagione 1-7), interpretata da Sarah McVie
- Lionel Carlson(stagione 1-7), interpretato da Ryan Belleville
- Richard (stagione 1-7), interpretato da Peter Keleghan
- Rosie Phillips (stagione 1-7), interpretata da Nikki Duval
- Alice Carlson (stagione 1-7), interpretata da Sadie Munroe
- Mo Daniels (stagione 1- in corso), interpretato da Kevin Vidal
- Jade, interpretata da Nelu Handa
- Giselle Bois (stagione 1-in corso), interpretata da Oluniké Adeliyi
- Mean Nanny, interpretata da Jess Salgueiro
- Sheila, interpretata da Novie Edwards
- Eleanor Galperin (stagione 1-in corso), interpretata da Mimi Kuzyk
- Gena Morris, interpretata da Jennifer Pudavick
- Juniper (stagione 1-in corso), interpretata da Aviva Mongillo
- Bianca (stagione 2-in corso), interpretata da Tenille Read
- Dana Brown (stagione 3-4), interpretata da Paula Brancati
- Brad, interpretato da Christopher Redman
- Nathan Jr (stagione 5-in corso), interpretato da Kyle Harrison Breitkopf

### Guest
- Chad, interpretato da Varun Saranga
- Marvin Grimes, interpretato da Alden Adair
- Sarah Hoffman, interpretata da Mary Ashton
- Sonia, interpretata da Amanda Brugel
- Dorothy, interpretata da Angela Asher
- Carl, interpretato da Zachary Bennett
- Forrest, interpretato da Donald MacLean Jr.
- Iris, interpretata da Nadine Djoury
- Brenna, interpretata da Erika Swayze